# عمق نوری

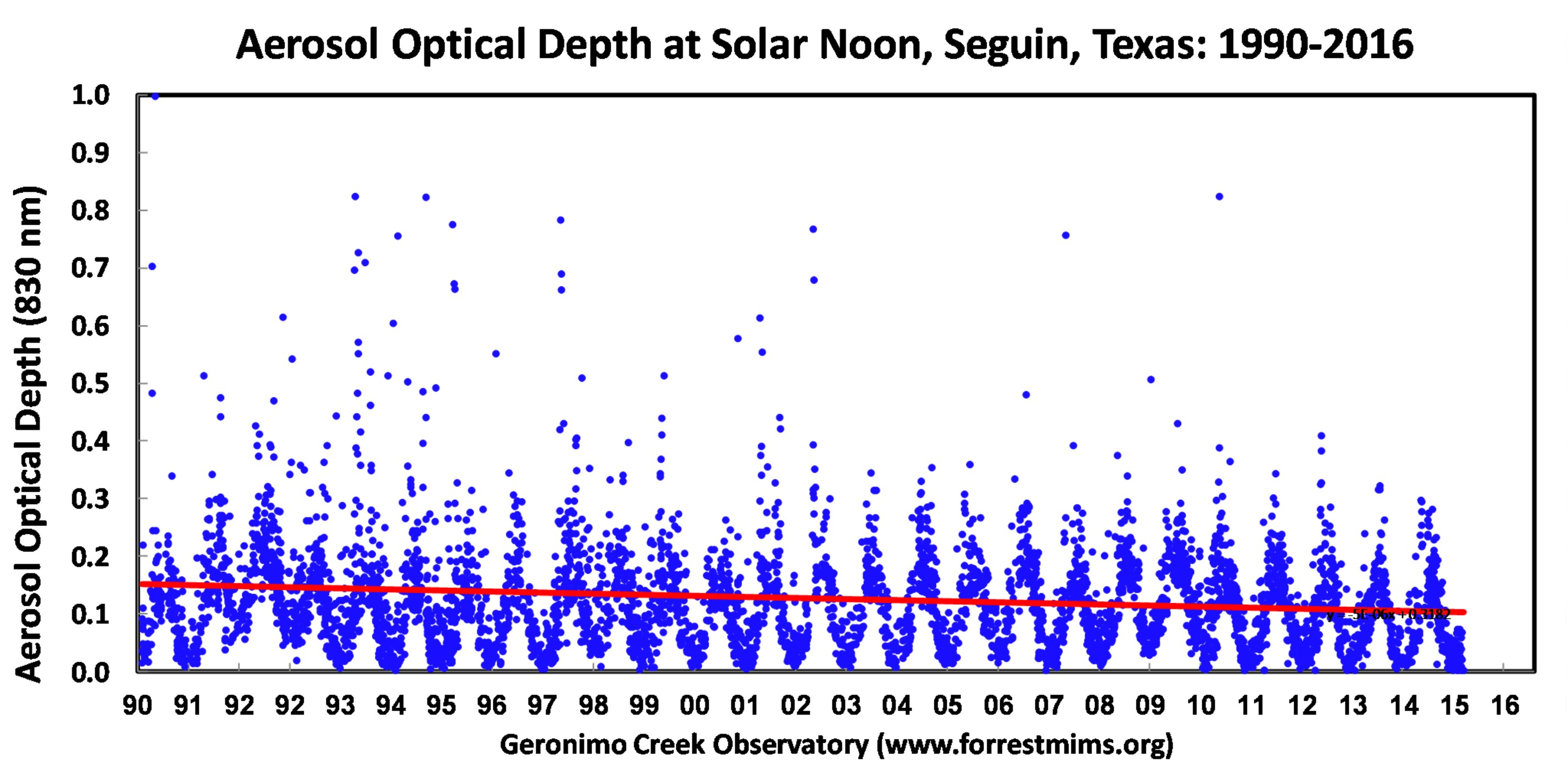
طرح‌وارهٔ عمق نوری آئروسل (AOD) در ۸۳۰ نانومتری، که با همان نورسنج LED خورشید، از سال ۱۹۹۰ تا ۲۰۱۶ در «رصدخانهٔ جرونیمو کریک» واقع در تگزاس، اندازه‌گیری شده‌است. اندازه‌گیری‌هایی که در ظهر خورشیدی یا نزدیک به آن انجام می‌شد؛ مربوط به‌زمانی‌‌است که خورشید توسط ابرها مسدود نمی‌شد. قله‌ها نشان‌دهندهٔ دود، گرد و غبار و مه‌دود هستند. رویدادهای گرد و غبار صحرا هر تابستان اندازه‌گیری می‌شود.

عمق نوری، ضخامت نوری یا عمق اپتیکی؛ (انگلیسی: Optical depth) در فیزیک، نفوذپذیری نور در ماده (در اخترشناسی اشاره به میزان مشخصی از شفافیت و فرانمایی عمقی جو) است، که
کسری از تابش الکترومغناطیسی (یا نور) جذب شده توسط اجزای لایه‌ای که نور از آن عبور کرده، لگاریتم طبیعیِ نسبت نور تابیده به شار تابشی منتقل شده در عبور از یک ماده است، و عمق نوری طیفی یا ضخامت نوری طیفی: لگاریتم طبیعی نسبت «نور تابیده به انرژی تابشی انتقالی طیفی» در گذر از یک ماده است. عمق نوری بی بعد است و به‌طور خاص یک طول نیست؛ هر چند که یک عملکرد تابع یکنوای افزایش طولِ مسیر نوری است، و با نزدیک شدن آن به صفر آن‌هم به صفر نزدیک می‌شود. استفاده از اصطلاح «تراکم نوری» یا «چگالی نوری» برای مفهوم عمق نوری ارتباطی سست است و بهتر است استفاده نشود.
در شیمی، مقدار مرتبطی به نام «جذب» یا «جذب اعشاری» به‌جای عمق نوری به‌کار می‌رود: لگاریتم اعشاری نسبت نور تابیده به شار تابشی منتقل شده در عبور از یک ماده است؛ که به معنی عمق نوری تقسیم بر ۱۰ است.

## تعریف ریاضی

### عمق نوری
عمق نوری یک ماده، توسط {\textstyle \tau }, نشان داده‌شده است:
{\displaystyle \tau =\ln \!\left({\frac {\Phi _{\mathrm {e} }^{\mathrm {i} }}{\Phi _{\mathrm {e} }^{\mathrm {t} }}}\right)=-\ln T,}
که در این‌جا:
- Φei شار شعاعی دریافت شده توسط این ماده است؛
- Φet شار تابشی است که توسط آن ماده منتشر شده است؛
- T نفوذپذیری آن ماده است.